# Chromomnesicles
Chromomnesicles is een geslacht van rechtvleugeligen uit de familie Chorotypidae. De wetenschappelijke naam van dit geslacht is voor het eerst geldig gepubliceerd in 1974 door Descamps.

## Soorten
Het geslacht Chromomnesicles  is monotypisch en omvat slechts de volgende soort:
- Chromomnesicles rubrithorax (Descamps, 1974)